# Mistrzowie Polski w akrobatyce sportowej
Mistrzowie Polski w akrobatyce sportowej

## Dwójki kobiet
| Rok  | Zawodnicy                              | Nazwa klubu                | Miejsce zawodów |
| ---- | -------------------------------------- | -------------------------- | --------------- |
| 2021 | Bryśkiewicz Kamila, Krasuska Izabela   | UKS Targówek Warszawa      | Zielona Góra    |
| 2020 | Bryśkiewicz Kamila, Krasuska Izabela   | UKS Targówek Warszawa      | Chorzów         |
| 2019 | Marta Śrutwa, Magda Rajtor             | DOSiR Sokolnia Chorzów     | Chorzów         |
| 2018 | Marta Śrutwa, Magda Rajtor             | DOSiR Sokolnia Chorzów     | Gdańsk          |
| 2017 | Martyna Wojnar, Malwina Sala           | ZKS Rzeszów                | Warszawa        |
| 2016 | Aneta Kajda, Zofia Sasimowska          | UTS Akro-Bad Warszawa      | Zabrze          |
| 2015 | Malwina Sala, Maja Stasicka            | ZKS Stal Rzeszów           | Chorzów         |
| 2014 | Natalia Purymska, Zofia Sasimowska     | UTS Akro-Bad Warszawa      | Warszawa        |
| 2013 | Katarzyna Chlebisz, Aleksandra Białas  | AZS-AWF Katowice           | Rzeszów         |
| 2012 | Katarzyna Chlebisz, Aleksandra Białas  | AZS-AWF Katowice           | Warszawa        |
| 2011 | Wiktoria Wilk, Dominika Bernat         | AZS UR Rzeszów             | Zielona Góra    |
| 2010 | Paulina Banaś, Michalina Klasa         | PTG Sokołów Kraków         | Zielona Góra    |
| 2009 | Katarzyna Chlebisz, Aleksandra Białas  | AZS-AWF Katowice           | Babimost        |
| 2008 | Kinga Beker, Kinga Grześków            | ZKS Akrobata Zielona Góra  | Rzeszów         |
| 2007 | Beata Surmiak, Eliza Kaplita           | AZS UR, SAS Rzeszów        | Katowice        |
| 2006 | Anna Filipowska, Anna Bryłka           | AZS-AWF Katowice           | Zielona Góra    |
| 2005 | Anna Miadzielec, Magda Węgrzynowicz    | ZPKS Gwardia Zielona Góra  | Wałcz           |
| 2004 | Anna Miadzielec, Magda Węgrzynowicz    | ZPKS Gwardia Zielona Góra  | Świdnica        |
| 2003 | Wanda Skonieczna, Paulina Przyborowska | DKS Targówek Warszawa      | Rzeszów         |
| 2002 | Beata Surmiak, Katarzyna Tokarska      | ZKS Stal-Polimarky Rzeszów | Warszawa        |
| 2001 | Beata Surmiak, Katarzyna Tokarska      | ZKS Stal-Polimarky Rzeszów | Nowa Ruda       |
| 2000 | Brygida Sakowska, Katarzyna Wojturska  | ZKS Stal-Polimarky Rzeszów | Zielona Góra    |

## Trójki kobiet
| Rok  | Zawodnicy                                                   | Nazwa klubu                           | Miejsce zawodów |
| ---- | ----------------------------------------------------------- | ------------------------------------- | --------------- |
| 2021 | Jachymek Izabela, Szewczyk Martyna, Wnuk Agnieszka          | KA Stal Rzeszów                       | Zielona Góra    |
| 2020 | Musioł Agata, Rajtor Magda, Śrutwa Marta                    | DOSiR Sokolnia Chorzów                | Chorzów         |
| 2019 | Wanesa Kamińska, Magdalena Mosior, Julia Mikuła             | Klub Akrobatyki Sportowej w Rzeszowie | Chorzów         |
| 2018 | Katarzyna Pszczółkowska, Nicola Hyżyk, Monika Siwołowska    | UTS Akro-Bad Warszawa                 | Gdańsk          |
| 2017 | Julia Galusiakowska, Nicola Hyżyk, Monika Siwołowska        | UTS Akro-Bad Warszawa                 | Warszawa        |
| 2016 | Agnieszka Lubiszewska, Aleksandra Pikul, Dżesika Romanowska | UKS Kociewie Starogard Gd.            | Zabrze          |
| 2015 | Magda Rajtor, Marta Śrutwa, Oliwia Hałupka                  | DOSiR Sokolnia Chorzów                | Chorzów         |
| 2014 | Marta Śrutwa, Karolina Nowak, Agnieszka Rawinis             | DOSiR Sokolnia Chorzów                | Warszawa        |
| 2013 | Marta Śrutwa, Karolina Nowak, Agnieszka Rawinis             | DOSiR Sokolnia Chorzów                | Rzeszów         |
| 2012 | Kinga Beker, Kamila Kowalska, Kinga Grześków                | ZKS Akrobata Zielona Góra             | Warszawa        |
| 2011 | Kinga Beker, Kamila Kowalska, Kinga Grześków                | ZKS Akrobata Zielona Góra             | Zielona Góra    |
| 2010 | Kinga Beker, Kamila Kowalska, Kinga Grześków                | ZKS Akrobata Zielona Góra             | Zielona Góra    |
| 2009 | Magdalena Helon, Anna Węklar, Agnieszka Muroń               | AZS UR SAS Rzeszów                    | Babimost        |
| 2008 | Karolina Kalandyk, Izabela Czerwonka, Anna Kocan            | AZS UR SAS Rzeszów                    | Rzeszów         |
| 2007 | Kamila Kowalska, Katarzyna Patalas, Daria Duchnowska        | ZKS Akrobata Zielona Góra             | Katowice        |
| 2006 | Agnieszka Muroń, Justyna Krzysik, Klaudia Muł               | ZKS Stal Rzeszów                      | Zielona Góra    |
| 2005 | Anna Badurka, Wanda Skonieczna, Paulina Przyborowska        | DKS Targówek Warszawa                 | Wałcz           |
| 2004 | Angelika Kogut, Eliza Kaplita, Joanna Kud                   | ZKS Stal Rzeszów                      | Świdnica        |
| 2003 | Anna Badurka, Marta Poznysz, Zuzanna Kijanowska             | DKS Targówek Warszawa                 | Rzeszów         |
| 2002 | Katarzyna Majewska, Anna Godek, Joanna Pokwapisz            | Gwardia Z. Góra, Zawisza Bydgoszcz    | Warszawa        |
| 2001 | Katarzyna Majewska, Anna Godek, Joanna Pokwapisz            | ZPKS Gwardia Zielona Góra             | Nowa Ruda       |
| 2000 | Katarzyna Majewska, Katarzyna Sawicka, Joanna Białowąs      | ZPKS Gwardia Zielona Góra             | Zielona Góra    |

## Dwójki mężczyzn
| Rok  | Zawodnicy                              | Nazwa klubu                              | Miejsce zawodów |
| ---- | -------------------------------------- | ---------------------------------------- | --------------- |
| 2021 | Krzysztof Szymon, Rut Igor             | UKS AS Zielona Góra                      | Zielona Góra    |
| 2020 | Sprawka Kacper, Ziemak Michał          | ZTA Aurum Złotoryja                      | Chorzów         |
| 2019 | Konrad Biłyk, Maciej Biłyk             | KS "Piramida" Rzeszów                    | Chorzów         |
| 2018 | Dominik Poźniak, Aleksander Szczerbaty | KAS Rzeszów                              | Gdańsk          |
| 2017 | Dominik Poźniak, Aleksander Szczerbaty | KAS Rzeszów                              | Warszawa        |
| 2016 | Cyryl Kwiatkowski, Kasper Romanowski   | UKS AS Zielona Góra                      | Zabrze          |
| 2015 | Adam Wojtacki, Oskar Piotrowski        | DKS Targówek Warszawa                    | Chorzów         |
| 2014 | Adam Wojtacki, Oskar Piotrowski        | DKS Targówek Warszawa                    | Warszawa        |
| 2013 | Jonas Al-Hadad, Michał Skowron         | MKS Polonia Swidnica, KAS AZS UR Rzeszów | Rzeszów         |
| 2012 | Michał Skowron, Jonas Al-Hadad         | MKS Polonia Świdnica                     | Warszawa        |
| 2011 | Michał Skowron, Jonas Al-Hadad         | MKS Polonia Świdnica                     | Zielona Góra    |
| 2010 | Adam Wojtacki, Adrian Czyż             | DKS Targówek Warszawa                    | Zielona Góra    |
| 2009 | Kamil Fieniuk, Jonas Al-Hadad          | MKS Polonia Świdnica                     | Babimost        |
| 2008 | Kamil Fieniuk, Jonas Al-Hadad          | MKS Polonia Świdnica                     | Rzeszów         |
| 2007 | Paweł Walczewski, Adrian Czyż          | DKS Targówek Warszawa                    | Katowice        |
| 2006 | Paweł Walczewski, Adrian Czyż          | DKS Targówek Warszawa                    | Zielona Góra    |
| 2005 | Paweł Walczewski, Adrian Czyż          | DKS Targówek Warszawa                    | Wałcz           |
| 2004 | Paweł Walczewski, Adrian Czyż          | DKS Targówek Warszawa                    | Świdnica        |
| 2003 | Marcin Drabicki, Dariusz Nowak         | DKS Targówek Warszawa                    | Rzeszów         |
| 2002 | Marcin Drabicki, Dariusz Nowak         | DKS Targówek Warszawa                    | Warszawa        |
| 2001 | Andrzej Piechota, Tomasz Wlezień       | ZKS Stal-Polimarky Rzeszów               | Nowa Ruda       |
| 2000 | Paweł Pater, Jacek Marks               | AZS-AWF Wrocław                          | Zielona Góra    |

## Dwójki mieszane
| Rok  | Zawodnicy                                  | Nazwa klubu                             | Miejsce zawodów |
| ---- | ------------------------------------------ | --------------------------------------- | --------------- |
| 2021 | Kamińska Nikola, Wróbel Michał             | Klub Akrobatyki Sportowej w Rzeszowie   | Zielona Góra    |
| 2020 | Kamińska Nikola, Wróbel Michał             | Klub Akrobatyki Sportowej w Rzeszowie   | Chorzów         |
| 2019 | Nikola Kamińska, Michał Wróbel             | Klub Akrobatyki Sportowej w Rzeszowie   | Chorzów         |
| 2018 | Filip Bucki, Julia Kraj                    | DOSiR Sokolnia Chorzów                  | Gdańsk          |
| 2017 | Angelika Kowalewska, Maciej Zabierowski    | UKS Targówek Warszawa                   | Warszawa        |
| 2016 | Iga Klesyk, Jakub Tronina                  | ZKS Stal Rzeszów                        | Zabrze          |
| 2015 | Angelika Kowalewska, Maciej Zabierowski    | UKS Targówek Warszawa                   | Chorzów         |
| 2014 | Iga Klesyk, Jakub Tronina                  | ZKS Stal Rzeszów                        | Warszawa        |
| 2013 | Magda Rajtor, Wojciech Dacewicz            | DOSiR Sokolnia Chorzów                  | Rzeszów         |
| 2012 | Marta Szumacher, Bruno Wałaszewski         | KS Arabeska Bydgoszcz                   | Warszawa        |
| 2011 | Anna Bischoff-Byk, Rafał Antoniewicz       | DKS Targówek Warszawa                   | Zielona Góra    |
| 2010 | Katarzyna Augustyniak, Wojciech Dackiewicz | AZS UR SAS Rzeszów; Sokolnia Chorzów    | Zielona Góra    |
| 2009 | Oliwia Zając, Rafał Antoniewicz            | DKS Targówek Warszawa                   | Babimost        |
| 2008 | Alicja Tomczak, Jakub Dominiak             | Akrobata Zielona Góra                   | Rzeszów         |
| 2007 | Alicja Tomczak, Jakub Dominiak             | Akrobata Zielona Góra                   | Katowice        |
| 2006 | Beata Surmiak, Łukasz Misztela             | SAS Brygidy Sakowskiej, AS Zielona Góra | Zielona Góra    |
| 2005 | Angelika Kogut, Tomasz Kapuściński         | ZKS Stal Rzeszów                        | Wałcz           |
| 2004 | Beata Surmiak, Tomasz Kapuściński          | ZKS Stal Rzeszów, WKS Zawisza Bydgoszcz | Świdnica        |
| 2003 | Beata Surmiak, Tomasz Kapuściński          | ZKS Stal Rzeszów, WKS Zawisza Bydgoszcz | Rzeszów         |
| 2002 | Paulina Gołąb, Paweł Grzybczyk             | DKS Targówek Warszawa                   | Warszawa        |
| 2001 | Aleksandra Bieńkowska, Paweł Juchniewicz   | AZS-AWF Wrocław                         | Nowa Ruda       |
| 2000 | Joanna Bernacka, Tomasz Kapuściński        | WKS Zawisza Bydgoszcz                   | Zielona Góra    |

## Czwórki mężczyzn
| Rok  | Zawodnicy                                                              | Nazwa klubu                                              | Miejsce zawodów |
| ---- | ---------------------------------------------------------------------- | -------------------------------------------------------- | --------------- |
| 2021 | -                                                                      | -                                                        | Zielona Góra    |
| 2020 | -                                                                      | -                                                        | Chorzów         |
| 2019 | Patryk Jaworski, Marcin Tylkowski, Maciej Kroczak, Damian Sobański     | UTS Akro-Bad Warszawa, MKS Pruszków, ZTA Aurum Złotoryja | Chorzów         |
| 2018 | -                                                                      | -                                                        | Gdańsk          |
| 2017 | Tomasz Antonowicz, Marek Wrześniak, Mateusz Bielecki, Maciej Kroczak   | ZTA Aurum Złotoryja                                      | Warszawa        |
| 2016 | Tomasz Antonowicz, Melchior Czarnik, Maciej Kroczak, Marek Wrześniak   | ZTA Aurum Złotoryja                                      | Zabrze          |
| 2015 | Tomasz Antonowicz, Mateusz Bielecki, Maciej Kroczak, Marek Wrześniak   | ZTA Aurum Złotoryja                                      | Chorzów         |
| 2014 | Wojciech Krysiak, Jakub Kosowicz, Radosław Trojan, Tomasz Antonowicz   | UKS AS Zielona Góra                                      | Warszawa        |
| 2013 | Tomasz Antonowicz, Dawid Skibicki, Mateusz Bielecki, Maciej Kroczak    | ZTA Aurum Złotoryja, AZS Wrocław                         | Rzeszów         |
| 2012 | Maciej Miecznikowski, Michał Miecznikowski, Maciej Sternik, Jan Kocoń  | UTS Akro-Bad Warszawa                                    | Warszawa        |
| 2011 | Maciej Miecznikowski, Michał Miecznikowski, Maciej Sternik, Jan Kocoń  | UTS Akro-Bad Warszawa                                    | Zielona Góra    |
| 2010 | Tomasz Antonowicz, Michał Jarczak, Szymon Rudyk, Maciej Piasecki       | ZTA Aurum Złotoryja                                      | Zielona Góra    |
| 2009 | Tomasz Antonowicz, Michał Jarczak, Szymon Rudyk, Maciej Piasecki       | ZTA Aurum Złotoryja                                      | Babimost        |
| 2008 | Tomasz Antonowicz, Michał Jarczak, Szymon Rudyk, Patryk Karpiński      | ZTA Aurum Złotoryja                                      | Rzeszów         |
| 2007 | Tomasz Antonowicz, Michał Jarczak, Szymon Rudyk, Patryk Karpiński      | ZTA Aurum Złotoryja                                      | Katowice        |
| 2006 | Tomasz Antonowicz, Michał Jarczak, Szymon Rudyk, Patryk Karpiński      | ZTA Aurum Złotoryja                                      | Zielona Góra    |
| 2005 | Tomasz Żuberek, Mateusz Oprychał, Kamil Fieniuk, Robert Bitner         | MKS Polonia Świdnica                                     | Wałcz           |
| 2004 | Marcin Wołoszyn, Paweł Mikołajczak, Karol Bagiński, Ariel Maciukiewicz | MKKS Darzbór Szczecinek                                  | Świdnica        |
| 2003 | Tomasz Żuberek, Sebastian Żarkowski, Andrzej Żumanow, Martin Walczak   | MKS Polonia Świdnica                                     | Rzeszów         |
| 2002 | Jacek Marks, Paweł Pater, Rafał Urbaniak, Grzegorz Roś                 | AZS-AWF Wrocław                                          | Warszawa        |
| 2001 | Jacek Marks, Paweł Pater, Rafał Urbaniak, Grzegorz Roś                 | AZS-AWF Wrocław                                          | Nowa Ruda       |
| 2000 | Dariusz Jochymek, Wojciech Sobczyk, Marcin Kowalczyk, Andrzej Żumanow  | MKS Polonia Pafal Świdnica                               | Zielona Góra    |